# Метеш
Метеш (рум. Meteș) — село у повіті Алба в Румунії. Адміністративний центр комуни Метеш.
Село розташоване на відстані 278 км на північний захід від Бухареста, 12 км на захід від Алба-Юлії, 76 км на південь від Клуж-Напоки.

## Населення
За даними перепису населення 2002 року у селі проживали 417 осіб, усі — румуни. Усі жителі села рідною мовою назвали румунську.